# Arístides Masi
Arístides Nicolás Masi González (Asunción, Paraguay, 14 de enero de 1977) y es un exfutbolista paraguayo y empresario actual. Jugaba de delantero y militó en diversos clubes de Paraguay, Portugal y Chile. También fue internacional con la Selección de Paraguay, donde jugó 7 partidos y no anotó goles. Además, fue parte de la selección paraguaya, que participó en la Copa América 2001, que se disputó en Colombia.
Está casado con Veruschka Puschkarevich y tiene dos hijos llamados Mathias Nicolas y Facundo Jonas

## Clubes
| Club                 | País     | Año       |
| -------------------- | -------- | --------- |
| Sportivo Luqueño     | Paraguay | 1997      |
| Sol de América       | Paraguay | 1998      |
| Sportivo Luqueño     | Paraguay | 1999      |
| Sportivo San Lorenzo | Paraguay | 2000      |
| Sportivo Luqueño     | Paraguay | 2001      |
| Salgueiros           | Portugal | 2001-2002 |
| Sportivo Luqueño     | Paraguay | 2002      |
| Olimpia              | Paraguay | 2003      |
| Cerro Porteño        | Paraguay | 2003-2004 |
| Sportivo Luqueño     | Paraguay | 2005      |
| Audax Italiano       | Chile    | 2006      |

## Selección de Paraguay
| Competicion                            | Partidos |
| -------------------------------------- | -------- |
| Amistosos Internacionales              | 4        |
| Eliminatorias Mundial Corea Japón 2002 | 2        |
| Copa América Colombia 2001             | 1        |